# タピナロフ
タピナロフ（英:Tapinarof、benvitimod。先発品の商品名はブイタマー」）は、アトピー性皮膚炎と尋常性乾癬の治療薬である。

## 解説
この薬は皮膚に使用する。タピナロフは線虫の共生細菌に含まれる天然由来の化合物であり、医薬品として使用されるだけでなく、抗生物質としての性質も持っている
。
この薬は芳香族炭化水素受容体のアゴニストとして作用する
。
タピナロフは2022年の5月にアメリカ合衆国で承認を受けた
。
アメリカ食品医薬品局（FDA）は、タピナロフをファースト・イン・クラス医薬品（画期的な医薬品）と位置づけている
。
日本では、2024年6月に承認され、2024年10月から販売された
。

## 医学的な効能
タピナロフはアトピー性皮膚炎や尋常性乾癬の治療薬として使用される
。

## 副作用
短期的な塗布の場合、最も一般的な副作用は毛嚢炎、接触皮膚炎、頭痛、そう痒感（かゆみ）、上気道感染である
。
。

## 薬理

### 作用機序
タピナロフは芳香族炭化水素受容体（AhR）に直接結合し、炎症性サイトカインを抑制し、皮膚バリアタンパク質の発現を調節し、酸化ストレスを軽減し、免疫細胞の遺伝子発現を調節する
。

### 効能
タピナロフ1％クリームの1日1回投与は、12週間にわたる尋常性乾癬の症状の軽減においてコントロール群より優れており、乾癬患者の治療において良好な安全性プロファイルを示した
。
日本における第III相の治験において、52週におけるブイタマークリーム1%の使用により、コントロール群よりも乾癬の症状を軽減することが報告されている。

## 歴史
タピナロフはベンビチモドとしても知られ、ヘテロラブディティス線虫に共生するフォトラブドゥス細菌が産生する細菌性スチルベノイドである。これは、ケトアシルシンターゼに由来する代替スチルベノイド生合成経路から生合成される。2個のβ-ケトアシルチオエステルの縮合反応から誘導される
 。
これは、昆虫病原性線虫Heterorhabditis megidisの細菌共生種Photorhabdus luminescensによって生産される。
ワクガのハチノスツヅリガ Galleria mellonellaの感染幼虫を使った実験で、この化合物に抗生物質としての性質があり、他の微生物との競合を最小限に抑え、線虫に感染した昆虫死体の腐敗を防ぐという仮説が支持された
。